# Jana Marie Hupp
Jana Marie Hupp (nacida el 2 de abril de 1964) es una actriz estadounidense.
Nació en Spokane, Washington. Estudió en la Escuela de Artes de Northwest de la Universidad de Western Washington, y trabajó en obras de teatro en Seattle. Más tarde se mudó a Los Ángeles y en 1985 hizo su debut en la película Vision Quest. Sus primeros papeles en televisión fueron en Scarecrow and Mrs. King y My Sister Sam.
Tuvo papeles en Knots Landing, Star Trek: la nueva generación, Brooklyn South, Public Morals e interpretó a Mindy Hunter-Farber en la sitcom Friends. También ha trabajado en películas como Splash, Too, In the Line of Duty: Smoke Jumpers, The Devil Takes a Holiday y Independence Day. Su papel más conocido es el de Nancy Burton (amiga del protagonista Ed Stevens) en la serie Ed. 
Hupp está casada con Brad Weston

## Trabajos en cine y televisión
- Ed (2000-2004)
- Providence (2000)
- Brooklyn South (1997)
- Independence Day (1996)
- Seinfeld (1993)
- Knots Landing (1991)
- Barton Fink (1991)
- Splash, Too (1988)
- Vision Quest (1985)